# Isoindolin
Isoindolin ist eine chemische Verbindung aus der Gruppe der Heterocyclen.

## Gewinnung und Darstellung
Isoindolin kann aus Phthalsäureanhydrid mit Harnstoff über Isoindolinon gewonnen werden.
Bornstein stellte Isoindolin durch hydrolytische Spaltung von 2-(p-Tolylsulfonyl)-isoindolin (hergestellt aus o-Xylylendibromid und p-Toluolsulfonamid) mit Phenol und Bromwasserstoffsäure in Propionsäure her.

## Eigenschaften
Isoindolin ist eine farblose Flüssigkeit.

## Verwendung
Isoindolinderivate werden als Pigmente für Kunststoffe und Lacke verwendet.